# Noam Chomsky
‎
Avram Noam Chomsky [ávram nóam čómski], ameriški jezikoslovec, javni intelektualec in politični aktivist, * 7. december 1928, Filadelfija, Pensilvanija, ZDA.
Chomsky je profesor jezikoslovja na Tehnološkem inštitutu Massachusettsa (MIT) in avtor hierarhije Chomskega, razvrstitve formalnih jezikov. Poleg strokovnega dela je znan kot politični aktivist in močan kritik vlade ZDA ter njenih zaveznikov.
Zgodnje otroštvo je preživel v Pensilvaniji, veljal je za pripadnika liberalnih vrednot, zaradi druge svetovne vojne pa se je vidno aktiviral s pisanjem člankov o javnih zadevah. Izobraževal se je v javnih šolah in v zasebni judovski/hebrejski šoli. S študijem na Harvardu je nadaljeval predvsem zanimanje za logiko, jezikoslovje, pri čemer je razvil zanimanje za opazovanje jezika in odnos do njegove slovnice. Teoretično nepravilno izražanje mora dobiti svojo analizo. 
Samega sebe opisuje kot libertarnega socialista in somišljenika anarho-sindikalizma.Predvsem v zgodnjem akademskem obdobju je študiral gramatiko in biolingvistiko. Zagovarjal je stališča, da je gramatika danost, skorajda gensko pogojena. Starši in njihov odnos do jezika in do besednega izražanja se prenaša zelo dosledno iz generacije v generacijo in se samo še dopolnjuje v izdelavi. Bogatenje jezika bogati tudi družbo samo in predvsem tiste prebivalce, ki skrbijo za jezikovne zmožnosti prebivalstva. Pravica do izražanja je tako možnost, da jezik adaptira ideje in kulturo. Bil je velik kritik Skinnerja, ki je verjel, da se pravila jezika osvojijo z behaviorizmom, torej z sistemom kazni in nagrad. 
Njegovo delo je bilo še posebej zanimivo za programiranje, saj je kulturne konflikte osmislil kot konflikt med jezikovnimi razlikami in pri tem kot izhodišče ni postavil sposobnost temveč neko generalno sposobnost prenosa idej preko jezika in to željo po premagovanju kulturnih razlik vnesel predvsem v jezik, ki ga je uporabljal, torej angleščino. Njegovo delo je bilo še širše, podpiral je raziskave o komuniciranju živali, o komuniciranju med različnimi živalmi, o preprostih oblikah iskanja istih vrst v kaosu. Jezik naj bi apliciral hotenja in odločitve in tako odpiral prostor novim idejam. Študije MIT so tako iskale kompatibilnost tudi med različnimi programskimi jeziki, učenje enega pomeni evolucijo v naslednjega.  
Ko so ZDA napadle Vietnam, se je javno izpostavil in nato vztrajno zagovarjal dosledni pacifizem. Zaradi javnega in glasnega izražanja nasprotovanja nekaterim politikom je nastopil v nerodnem položaju glede odgovornosti samodržcev v regiji in je tako zagovarjal delo Pol Pota v Kambodži v imenu suverenosti oblasti. Kasneje so bila stališča revidirana, a je vedno bolj proti nezamenljivim voditeljem. Opozarjal je na velike vrzeli v varnostnih sistemih, ki so zbujale lažne alarme in dezinformacije in tako večkrat letno povzročale človeški nadzor nad neugodnimi rezultati in projekcijami napadov, ki so bili rezultat samodejne analize nezanesljivih virov. Kasneje je pričel večino pisanja posvečati medijski analizi komuniciranja vlade s prebivalstvom in jezikovni redukciji javnega komuniciranja v izrednih razmerah, kjer se sovražni govor ali poenostavljano izražanje o nasprotni strani preoblikuje v pravi oboroženi konflikt, kjer mir tako niti ni možen, saj je jezik oblasti velikokrat sam po sebi kriv za nenehno vojno, saj le redkokdaj politični vodja ne potrebuje motivirane sledilce, ti pa le stežka najdejo motivacijo za dejanja, ki bi presegala ukaze, četudi to pomeni veliko škodo.  
Močno se je aktiviral tudi v konfliktu v Nikaragvi, konfliktu v Iraku, Afganistanu. Postal je močan kritik ameriške zunanje politike, zelo bran avtor teh tematik, četudi je še vedno pisal tudi o psihologiji znanosti, psihologiji jezika in se močno opiral na kritično obravnavo vojaških intervencij. Velja za klasičnega zagovornika bogatih intelektualnih debat o usmerjenosti države v najbolj izrednih razmerah.  
Univerza v Ljubljani je 29. marca 2005 Chomskemu podelila naziv častnega doktorja.

## Dela
Objavil je več kot 80 knjig in mnogo razprav s področja jezikoslovja, filozofije, politike in psihologije.
V slovenščino so prevedena njegova dela: 
- Antologija anarhizma: zbornik (1986) (COBISS)
- Znanje jezika: o naravi, izviru in rabi jezika (Mladinska knjiga, 1989) (COBISS)
- Somrak demokracije (Studia humanitatis, Ljubljana 1997 in 2003) (COBISS)
- 911: Enajsti september (Založba Sanje, Ljubljana) (COBISS)
- Profit pred ljudmi (Založba Sanje, Ljubljana) (COBISS)
- Prevlada ali preživetje (Založba Sanje, Ljubljana) (COBISS)